# Augusto di Sassonia-Lauenburg
Augusto di Sassonia-Lauenburg (Ratzeburg, 17 febbraio 1577 – Lauenburg, 18 gennaio 1656) è stato duca di Sassonia-Lauenburg dal 1619 al 1656.

## Biografia
Era figlio del duca Francesco II di Sassonia-Lauenburg e della sua prima moglie, Margherita di Pomerania-Wolgast (19 marzo 1553 – 7 agosto 1581, Ratzeburg), figlia a sua volta del duca Filippo I di Pomerania-Wolgast.
Salì al trono di Sassonia-Lauenburg alla morte del padre. Alla propria morte, dal momento che nessuno dei suoi figli gli era sopravvissuto, gli succedette il fratellastro, Giulio Enrico.

## Matrimoni e figli
Augusto si sposò due volte.
Il 5 marzo 1621 sposò a Husum Elisabetta Sofia di Holstein-Gottorp (12 dicembre 1599 – 25 novembre 1627, Ratzeburg), figlia del duca Giovanni Adolfo di Holstein-Gottorp. Ebbero 6 figli:
- Francesco Augusto (4 luglio 1623 – 19 aprile 1625);
- Sofia Margherita (Ratzeburg, 6 agosto 1622 – 6 marzo 1637);
- Anna Elisabetta (23 agosto 1624 – 27 maggio 1688, castello di Philippseck, attuale Butzbach), sposò il 2 aprile 1665 a Lubecca il langravio Guglielmo Cristoforo d'Assia-Homburg dal quale divorziò nel 1672;
- Sibilla Edvige (30 luglio 1625 – 1º agosto 1703, Ratzeburg), sposò nel 1654 suo cugino Francesco Ermanno di Sassonia-Lauenburg (Theusing, 25 febbraio 1629 – 30 luglio 1666, Schwarzenbek), duca di Sassonia-Lauenburg 1665-1666;
- Giovanni Adolfo (22 ottobre 1626 – 23 aprile 1646, Ratzeburg);
- Filippo Federico (11 novembre – 16 novembre 1627).

Rimasto vedovo, il 4 giugno 1633 sposò Caterina di Oldenburg (20 settembre 1582 – 29 febbraio 1644), figlia del conte Giovanni VII di Oldenburg (1540–1603), ma non ebbe figli da questo matrimonio.

## Ascendenza
|                                         |                               |                                                     | Genitori                                          |  |  | Nonni |  |  | Bisnonni                                |  |  | Trisnonni                                |  |
|                                         |                               |                                                     |                                                   |  |  |       |  |  | Magnus I, IV duca di Sassonia-Lauenburg |  |  | Johann V, III duca di Sassonia-Lauenburg |  |
|                                         |                               |                                                     |                                                   |  |  |       |  |  | Magnus I, IV duca di Sassonia-Lauenburg |  |  | Johann V, III duca di Sassonia-Lauenburg |  |
|                                         |                               | principessa Dorothea von Brandenburg                |                                                   |  |  |       |  |  | Magnus I, IV duca di Sassonia-Lauenburg |  |  |                                          |  |
| Franz I, V duca di Sassonia-Lauenburg   |                               |                                                     |                                                   |  |  |       |  |  | Magnus I, IV duca di Sassonia-Lauenburg |  |  |                                          |  |
|                                         |                               | principessa Katharina von Braunschweig-Wolfenbüttel | Heinrich IV, I principe di Brunswick-Wolfenbüttel |  |  |       |  |  |                                         |  |  |                                          |  |
|                                         |                               | principessa Katharina von Braunschweig-Wolfenbüttel | Heinrich IV, I principe di Brunswick-Wolfenbüttel |  |  |       |  |  |                                         |  |  |                                          |  |
|                                         |                               | principessa Katharina von Braunschweig-Wolfenbüttel | duchessa Katharina von Pommern-Wolgast            |  |  |       |  |  |                                         |  |  |                                          |  |
| Franz II, VI duca di Sassonia-Lauenburg |                               | principessa Katharina von Braunschweig-Wolfenbüttel |                                                   |  |  |       |  |  |                                         |  |  |                                          |  |
|                                         |                               | Heinrich IV, III duca di Sassonia                   | Albrecht III, I duca di Sassonia                  |  |  |       |  |  |                                         |  |  |                                          |  |
|                                         |                               | Heinrich IV, III duca di Sassonia                   | Albrecht III, I duca di Sassonia                  |  |  |       |  |  |                                         |  |  |                                          |  |
|                                         |                               | Heinrich IV, III duca di Sassonia                   | principessa Zdenka Česká                          |  |  |       |  |  |                                         |  |  |                                          |  |
| duchessa Sibylle von Sachsen            |                               | Heinrich IV, III duca di Sassonia                   |                                                   |  |  |       |  |  |                                         |  |  |                                          |  |
|                                         |                               | duchessa Katharina zu Mecklenburg-Schwerin          | Magnus II, V duca di Meclemburgo-Schwerin         |  |  |       |  |  |                                         |  |  |                                          |  |
|                                         |                               | duchessa Katharina zu Mecklenburg-Schwerin          | Magnus II, V duca di Meclemburgo-Schwerin         |  |  |       |  |  |                                         |  |  |                                          |  |
|                                         |                               | duchessa Katharina zu Mecklenburg-Schwerin          | duchessa Sophie von Pommern-Wolgast               |  |  |       |  |  |                                         |  |  |                                          |  |
| August, VII duca di Sassonia-Lauenburg  |                               | duchessa Katharina zu Mecklenburg-Schwerin          |                                                   |  |  |       |  |  |                                         |  |  |                                          |  |
|                                         | Georg I, IX duca di Pomerania | Bogislaw X, VIII duca di Pomerania                  |                                                   |  |  |       |  |  |                                         |  |  |                                          |  |
|                                         | Georg I, IX duca di Pomerania | Bogislaw X, VIII duca di Pomerania                  |                                                   |  |  |       |  |  |                                         |  |  |                                          |  |
|                                         | Georg I, IX duca di Pomerania | principessa Anna Jagiellonka                        |                                                   |  |  |       |  |  |                                         |  |  |                                          |  |
| Philipp I, I duca di Pomerania-Wolgast  | Georg I, IX duca di Pomerania |                                                     |                                                   |  |  |       |  |  |                                         |  |  |                                          |  |
|                                         |                               | principessa Amalie von der Pfalz                    | Philipp, XXIX elettore e conte palatino del Reno  |  |  |       |  |  |                                         |  |  |                                          |  |
|                                         |                               | principessa Amalie von der Pfalz                    | Philipp, XXIX elettore e conte palatino del Reno  |  |  |       |  |  |                                         |  |  |                                          |  |
|                                         |                               | principessa Amalie von der Pfalz                    | principessa Margarete von Bayern-Landshut         |  |  |       |  |  |                                         |  |  |                                          |  |
| duchessa Margarete von Pommern-Wolgast  |                               | principessa Amalie von der Pfalz                    |                                                   |  |  |       |  |  |                                         |  |  |                                          |  |
|                                         |                               | Johann, X principe elettore di Sassonia             | Ernst, VIII principe elettore di Sassonia         |  |  |       |  |  |                                         |  |  |                                          |  |
|                                         |                               | Johann, X principe elettore di Sassonia             | Ernst, VIII principe elettore di Sassonia         |  |  |       |  |  |                                         |  |  |                                          |  |
|                                         |                               | Johann, X principe elettore di Sassonia             | duchessa Elisabeth von Bayern-München             |  |  |       |  |  |                                         |  |  |                                          |  |
| principessa Maria von Sachsen           |                               | Johann, X principe elettore di Sassonia             |                                                   |  |  |       |  |  |                                         |  |  |                                          |  |
|                                         |                               | principessa Margarete von Anhalt-Köthen             | Waldemar VI, IX principe di Anhalt-Köthen         |  |  |       |  |  |                                         |  |  |                                          |  |
|                                         |                               | principessa Margarete von Anhalt-Köthen             | Waldemar VI, IX principe di Anhalt-Köthen         |  |  |       |  |  |                                         |  |  |                                          |  |
|                                         |                               | principessa Margarete von Anhalt-Köthen             | contessa Margarete von Schwarzburg-Sondershausen  |  |  |       |  |  |                                         |  |  |                                          |  |
|                                         |                               | principessa Margarete von Anhalt-Köthen             |                                                   |  |  |       |  |  |                                         |  |  |                                          |  |